# Trận Phụng Thiên
Trận Phụng Thiên (Tiếng Nga: Мукденское сражение, Tiếng Nhật: 奉天会戦 Hōten kaisen; âm Hán Việt: Phụng Thiên hội chiến) là một trận đánh lớn trên bộ cuối cùng trong Chiến tranh Nga-Nhật, diễn ra từ ngày 20 tháng 2 tới 10 tháng 3 năm 1905 giữa quân đội hai Đế quốc Nga và Đế quốc Nhật Bản. Quân Nhật đã chiến đấu gan dạ và thắng lớn trong trận này. Xung chiến có 33 vạn quân Nga do đại tướng Alexei Kuropatkin chỉ huy đối đầu với 27 vạn quân Nhật của nguyên soái Ōyama Iwao. Sau trận này, quân đội Nhật Bản chiếm đoạt được Phụng Thiên (奉天) (sách báo Tây phương đương thời dùng địa danh "Mukden") đẩy quân Nga ra khỏi nam phần Mãn Châu. Thiệt hại nhân sự trong trận này là khoảng 75 ngàn quân Nhật thương vong, còn quân Nga chịu thương vong khoảng 66.000 quân (chưa kể 22.000 bị bắt). Quân Nga luôn được tiếp viện phải rút quân về phòng tuyến mới. Sau trận Phụng Thiên quân Nhật còn đạt tiến lên chiến thắng quân Nga ngoài biển khơi, riêng trận Phụng Thiên này đã góp phần không nhỏ ép nước Nga đại bại phải giảng hòa. Chiến thắng Phụng Thiên còn ảnh hưởng đối nội với phong trào phản chiến của Nhật phải lùi bước trước công luận ngả hẳn theo phe chủ chiến.

## Bối cảnh
Sau trận Liêu Dương (diễn ra từ ngày 24 tháng 8 đến 4 tháng 9 năm 1904), quân đội Nga rút lui về sông Sa phía nam Phụng Thiên tập hợp lại lực lượng. Từ ngày 5 đến ngày 17 tháng 10 năm 1904, trong trận sông Sa, quân Nga phản công bất thành nhưng đã hãm bớt được đà tiến của quân đội Nhật. Cuộc phản công thứ hai sau đó của quân Nga trong trận Sandepu từ ngày 25 đến ngày 29 tháng 1 năm 1905 suýt nữa đã thành công nhưng điều kiện mùa đông khắc nghiệt ở Mãn Châu đã khiến người Nga mất cơ hội.
Sau khi chiếm được cảng Lữ Thuận vào tháng 1 năm 1905, quân đội Nhật Bản tại Mãn Châu đã được tăng cường bằng các lực lượng của Tập đoàn quân 3 do Đại tướng Nogi Maresuke chỉ huy tiến từ phía nam lên. Đến tháng 2 năm 1905, toàn bộ lực lượng dự bị của quân đội Nhật Bản đã cạn kiệt. Toàn bộ lục quân Nhật giờ đây tập trung tại Phụng Thiên. Thương vong ngày càng cao, điều kiện thời tiết khắc nghiệt cộng với việc Hạm đội Baltic Nga đang tiến đến gây ra áp lực cho nguyên soái Ōyama Iwao phải tiêu diệt toàn bộ quân đội Nga tại Mãn Châu trước khi quân tiếp viện Nga đến qua tuyến đường sắt xuyên Xibia.

## Bố trí lực lượng hai bên
Phòng tuyến của quân Nga tại phía nam Phụng Thiên dài 140 km (90 dặm), với chiều sâu không nhiều và lực lượng dự bị ở trung tâm. Ở phía cánh phải là Tập đoàn quân số 2 Mãn Châu do Đại tướng Nam tước von Kaulbars chỉ huy (thay thế tướng Oskar-Ferdinand Kazimirovich Grippenberg). Ở trung tâm, bảo vệ tuyến đường sắt và đường bộ là Tập đoàn quân số 3 Mãn Châu của tướng von Bilderling. Vùng đồi núi cánh phía đông được trấn giữ bởi Tập đoàn quân số 1 Mãn Châu của tướng Nikolai Linevich. Cánh này còn được yểm trợ bằng 2/3 lực lượng kỵ binh Nga, do tướng Paul von Rennenkampf chỉ huy. Tướng Kuropatkin đã bố trí quân lực theo một thế trận phòng thủ đơn thuần và do đó hầu như không thể thực hiện một cuộc phản công nếu không tạo một khoảng trống lớn trong phòng tuyến.
Về phía quân Nhật, Tập đoàn quân 1 của tướng Kuroki Tamemoto và Tập đoàn quân 4 của tướng Nozu Michitsura tiến về phía đông tuyến đường sắt, và Tập đoàn quân 2 của tướng Yasukata Oku tiến về phía tây. Tập đoàn quân số 3 của tướng Nogi Maresuke được bố trí phía sau tập đoàn quân số 2 cho đến khi trận đánh bắt đầu. Tập đoàn quân 5 mới vừa thành lập của tướng Kawamura Kageaki làm nhiệm vụ nghi binh cánh phía đông của quân Nga. Lực lượng của tập đoàn quân này là thiếu hụt nhiều nhất, chỉ có sư đoàn 11 (từ cảng Lữ Thuận) và quân dự bị.
Tướng Kuropatkin tin rằng cuộc tấn công của quân Nhật sẽ đến từ vùng đồi núi phía đông, nơi mà địa hình thuận lợi cho họ. Sự có mặt của sư đoàn 11 là những cựu binh của Tập đoàn quân số 3 càng củng cố lòng tin đó của ông. Trong khi đó, kế hoạch của Nguyên soái Ōyama là triển khai 5 tập đoàn quân của ông thành một hình lưỡi liềm bao vây Phụng Thiên, chặn đứng mọi đường rút lui của quân Nga. Mệnh lệnh dành cho ông là tránh một cuộc giao chiến bên trong thành phố Phụng Thiên. Trong suốt cuộc chiến tranh này, người Nhật đã theo đuổi một chính sách trong đó hạn chế tối đa thương vong dân thường và giữ cho người Trung Quốc đứng về phía họ - đây là một chính sách khác hẳn với Chiến tranh Thanh-Nhật trước đó và Chiến tranh Trung-Nhật sau này.

## Diễn biến

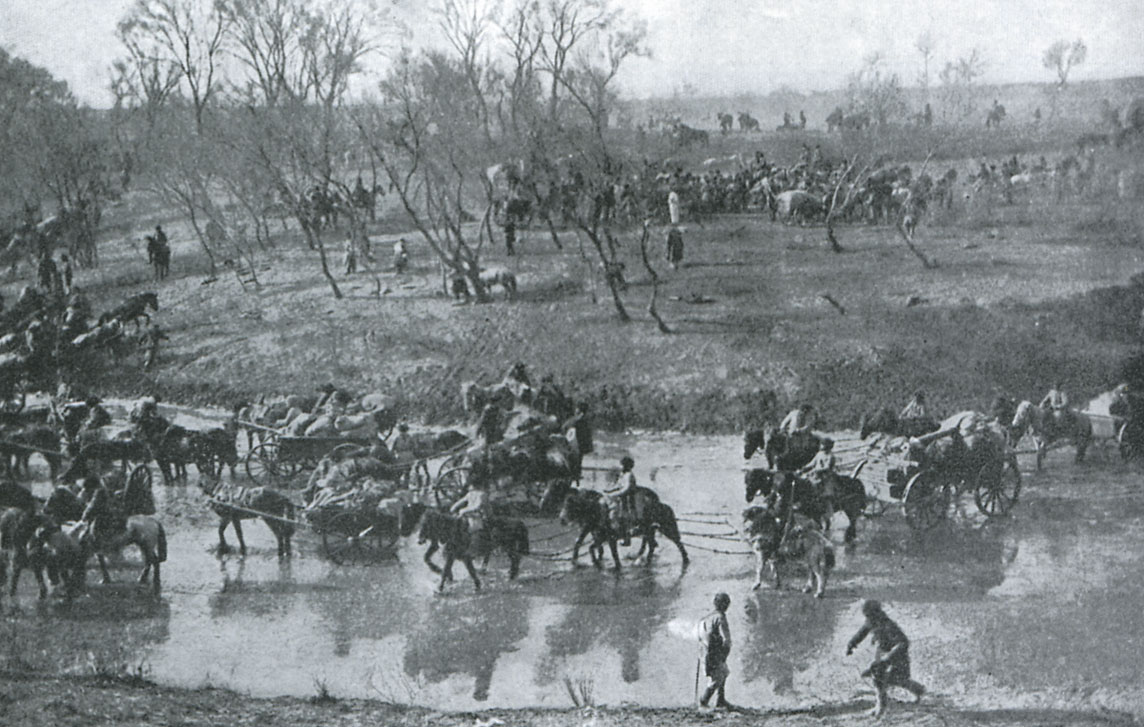
Quân Nga tháo chạy ra khỏi thành phố Phụng Thiên sau trận đánh.

Trận đánh mở đầu khi Tập đoàn quân số 5 Nhật Bản bắt đầu tấn công cánh trái quân Nga vào ngày 20 tháng 2. Ngày 27 tháng 2, đến lượt Tập đoàn quân số 4 tấn công cánh trái, trong khi các lực lượng còn lại của quân Nhật tấn công thẳng vào trung tâm phòng tuyến. Cũng trong ngày này, Tập đoàn quân số 3 mới bắt đầu tiến quân dọc phía tây bắc Phụng Thiên.
Từ ngày 1 tháng 3 năm 1905, chiến sự tại phòng tuyến phía đông và trung tâm diễn ra vô cùng ác liệt. Quân Nhật tiến lên không được bao nhiêu nhưng chịu thương vong vô cùng to lớn. Tuy nhiên, đến ngày 7 tháng 3, tướng Kuropatkin quyết định điều quân từ phòng tuyến phía đông lên chặn đứng Tập đoàn quân số 3 Nhật Bản đang ở phía tây Phụng Thiên vì quá lo lắng trước những động thái di chuyển của tập đoàn quân này. Việc chuyển quân từ phía đông sang phía tây không được điều phối tốt đã khiến cho Tập đoàn quân Mãn Châu số 1 và số 3 rơi vào tình trạng hỗn loạn. Điều này đưa đến cơ hội mà nguyên soái Ōyama đã chờ đợi từ lâu. Ông ra lệnh chuyển sang "truy kích và tiêu diệt" thay cho lệnh "tấn công" lúc trước. May mắn đã đến với người Nhật khi con sông Hồn vẫn còn đóng băng và không gây trở ngại cho cuộc tấn công.
Bị bao vây và không còn cơ hội giành chiến thắng, tướng Kuropatkin đã ra lệnh rút lui về phía bắc vào lúc 18 giờ 45 phút ngày 9 tháng 3. Cuộc rút lui của quân Nga càng thêm hỗn loạn khi tướng Nozu chọc thủng được phía sau phòng tuyến Nga trên sông Hồn. Tàn quân Nga rút chạy về phía Thiết Lĩnh đã bỏ lại những người đồng đội bị thương của họ, vũ khí và tiếp liệu trên đường đi của mình.
Lúc 10 giờ sáng ngày 10 tháng 3, quân Nhật đã chiếm lĩnh được Phụng Thiên và trận đánh kết thúc. Sau khi hay tin, Thiên hoàng Minh Trị đã khen ngợi quân lực của ông về cuộc chiến đấu anh dũng và đại thắng ở Phụng Thiên.

## Kết quả
Thương vong của quân Nga trong trận này ước tính gần 90.000. Người Nga còn mất hầu hết số quân nhu cũng như pháo và súng máy hạng nặng. Lo sợ trước đà tiến của quân Nhật, tướng Kuropatkin lệnh cho quân Nga rút về Thiết Lĩnh tiếp tục rút sâu hơn về phía bắc. Cuộc rút lui kéo dài trong 10 ngày, đến phòng tuyến mới tại Hspingkai (ngày nay là Tứ Bình, tỉnh Cát Lâm). Thương vong của quân Nhật là 75.000 với tỉ lệ chết và bị thương cao hơn phía quân Nga.
Tuy chiến thắng Phụng Thiên vang dội nhưng sau trận này, quân Nhật gần như kiệt lực về nhân lực cũng như về đạn dược. Quân Nga rút lui có trật tự, và quân Nhật cũng không truy kích. Tuy nhiên, tinh thần của người Nga bị tổn thương nặng nề với trận đại bại tại Phụng Thiên. Trận Phụng Thiên là trận đánh trên bộ cuối cùng của Chiến tranh Nga-Nhật (1904 – 1905). Đây cũng là trận đánh trên bộ lớn nhất trong cuộc chiến tranh này đồng thời là một trong những trận đánh lâu dài nhất trong lịch sử quân sự cận - hiện đại.
Sau này, Hải quân Đế quốc Nhật Bản sẽ còn đại phá Hải quân Đế quốc Nga trong trận hải chiến Tsushima. Những chiến thắng của Lục quân và Hải quân Nhật Bản tại Phụng Thiên và Tsushima, cùng với việc cảng Lữ Thuận thất thủ, đã khiến cho nước Nga phải giảng hòa, và cuộc chiến tranh kết thúc với chiến thắng của đất nước Nhật Bản. Vì vậy, sau đại thắng Phụng Thiên, phong trào phản chiến của những người cấp tiến ở Nhật chẳng thể nào lan rộng.

## Liên quan
Trong tác phẩm Đội quân Doraemon của Nhật Bản, tác giả có để cập tới một khoảng thời gian Dora-nikov xuất hiện tại trận Phụng Thiên, thất vọng trong đau lòng khi tướng Kuropatkin và quân Nga liên tục tháo chạy trong khi bỏ lại một khối vũ khí lớn cho quân Nhật.